# Servio Severino
Servio Tulio Severino – dominikański zapaśnik. Olimpijczyk z Los Angeles 1984. Walczył w kategorii do 57 kg w obu stylach zapaśniczych. Przegrał dwie walki w stylu klasycznym i jedną w stylu wolnym. Czwarty na igrzyskach panamerykańskich w 1979 roku.